# ツマグロゼミ
ツマグロゼミ（端黒蝉、学名 Nipponosemia terminalis）は、カメムシ目（半翅目）・セミ科に分類されるセミの一種。

## 分布
日本（先島諸島）、台湾、中国に分布する。北限は宮古島。
先島諸島のうち、八重山諸島では石垣島、竹富島、黒島、小浜島、新城島、西表島、波照間島、与那国島に広く分布するが、宮古諸島では宮古島南部の限られた地域（城辺字砂川・字友利の一部と上野地区の一部）のみに生息する。宮古方言では「ヌスピガーラ」（ヌスピィガーラー）や「ヌービスガーラ」と呼ばれる。

## 形態
全長28-36mm、体長19-27mm、前翅開張58-68mm。
背面には1本の縦条があり、腹面は淡緑色から淡青色となる。前翅先端には小さな暗色紋があり、ツマグロゼミという名の由来となっている。

## 生態
イスノキ、アカギ、クロヨナ、オオバキなどのさまざまな樹木にみられる。出現期は5月上旬から7月中旬。「シーシー」もしくは「シッシッシッ、シー」と鳴く。

## 人間との関係
宮古島の個体群は、『環境省レッドリスト2018』及び『改訂・沖縄県の絶滅のおそれのある野生生物（レッドデータおきなわ）第3版』（2017年 ）で「絶滅のおそれのある地域個体群」とされている。また、宮古島市では市の天然記念物に指定されている。